# Nototodarus hawaiiensis
Nototodarus hawaiiensis (лат.) — вид головоногих моллюсков из семейства Ommastrephidae отряда десятируких. Длин тела 11—12 см, максимум 16 см. Обитает в тропических водах Тихого океана от Гавайских островов до острова Мидуэй на глубине от 400 до 570 м. Является добычей карликового кашалота. Охранный статус вида — «Вызывающий наименьшие опасения», он безвреден для человека и является объектом промысла.